# セウトポリス
セウトポリス (古代ギリシア語: Σευθόπολις) は、古代トラキア人のオドリュサイ王セウテス3世が、紀元前325年-紀元前315年に建設したヘレニズム都市。現在、その遺構がブルガリアのスタラ・ザゴラ州カザンラクに近いコプリンカ貯水池の湖底に残っていて、数キロメートル北方には、トラキアの数多くの王墓が残っている。南極サウス・シェトランド諸島のグリニッジ島にあるセウトポリス峰は、この古代都市セウトポリスにちなんで命名された。

## 古代都市

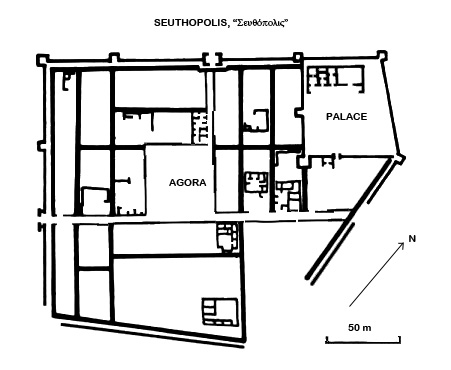
セウトポリスの区画

セウトポリスは古代ギリシア的ないわゆる「ポリス」ではなく、あくまでもセウテス3世とその宮廷の在所として建設された。彼の宮殿は、サモトラケの神々カベイロスを祀る神殿の役割も果たしていた。街のほとんどは王国の政治的な施設で占められており、トラキア人とギリシア人からなる大部分の住民は街の外で暮らしていた。紀元前281年にはケルト人の強掠を受けた。
セウテス3世の宮殿の特殊な役割から、彼が祭祀王であったことがわかる。彼はオドリュサイのトラキア人における、カベイリを祀る最高位の祭司でもあった。この区域には、ディオニューソスもしくはサバジオスの聖所もあった。
セウトポリスの墓地には、蜂窩状墳墓や墳丘墓がみられる。こうした墳墓は上層階級の人物のものとみられ、中には馬とともに埋葬された例もある。より下流の人々は火葬されたうえで、ささやかな墓地に葬られた。

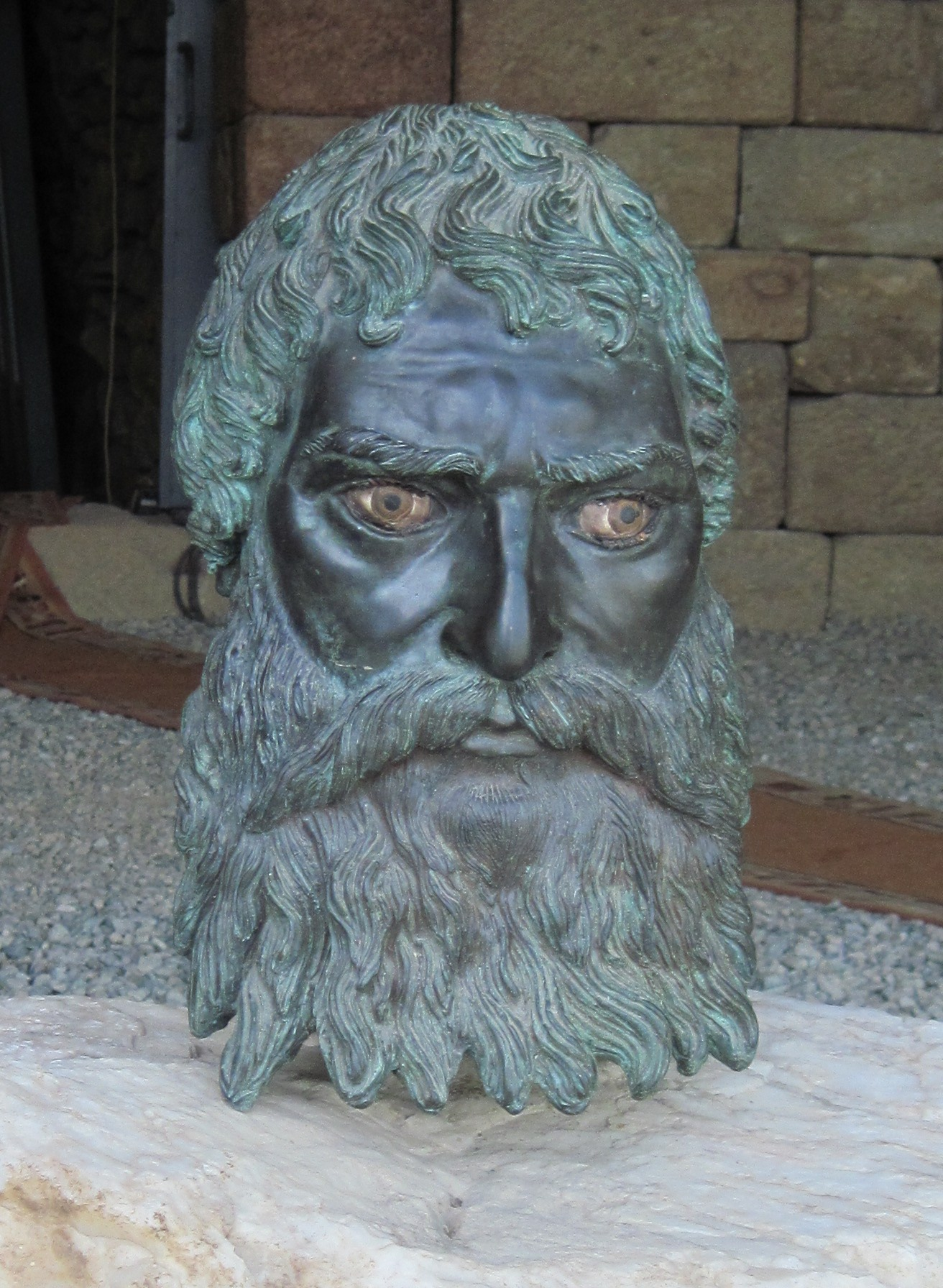
セウテス3世の像

## 発掘調査
1948年、ゲオルギ・ディミトロフ貯水池（後に「コプリンカ」に改名）の建設中に、考古学者がセウトポリスの遺跡を発見した。しかし工事は続行され、遺跡はダム湖の底に沈むことになった。ただ共産主義政府は、ダムの完成を1956年に延期し、考古学者たちに6年間の猶予を与え、その間にできる限り研究を進め遺物を保存することになった。
セウトポリス遺跡で見つかった中で最も重要な遺物が、1953年に宮殿跡で発見された「大碑文」と呼ばれるものである。ギリシア語で書かれていることから、トラキア人は紀元前3世紀には既にヘレニズム化していたことが分かった。

## 再建計画

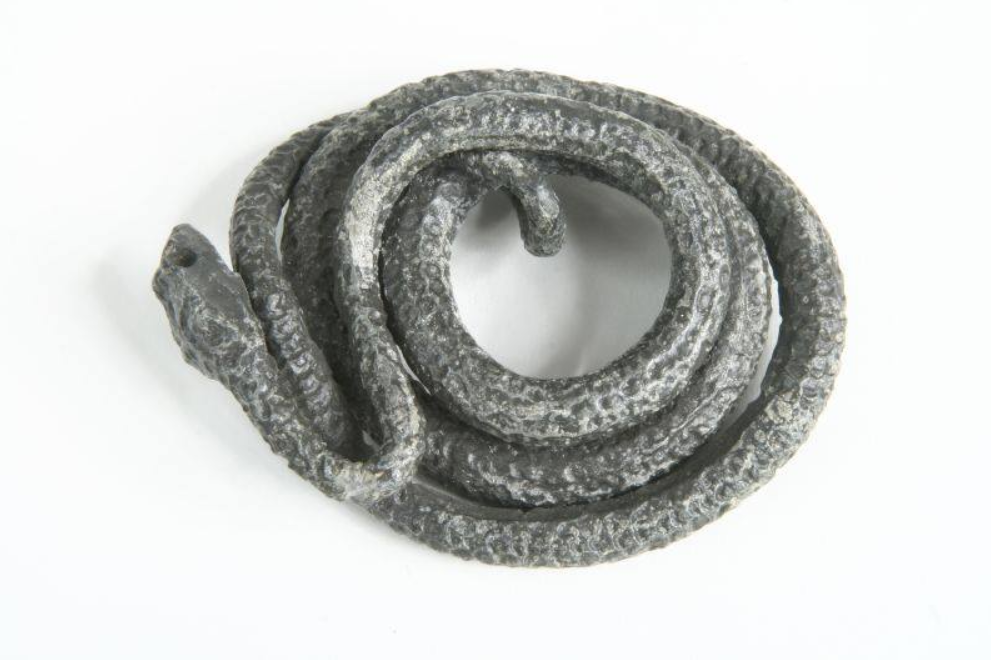
蛇型の遺物。紀元前4-3世紀

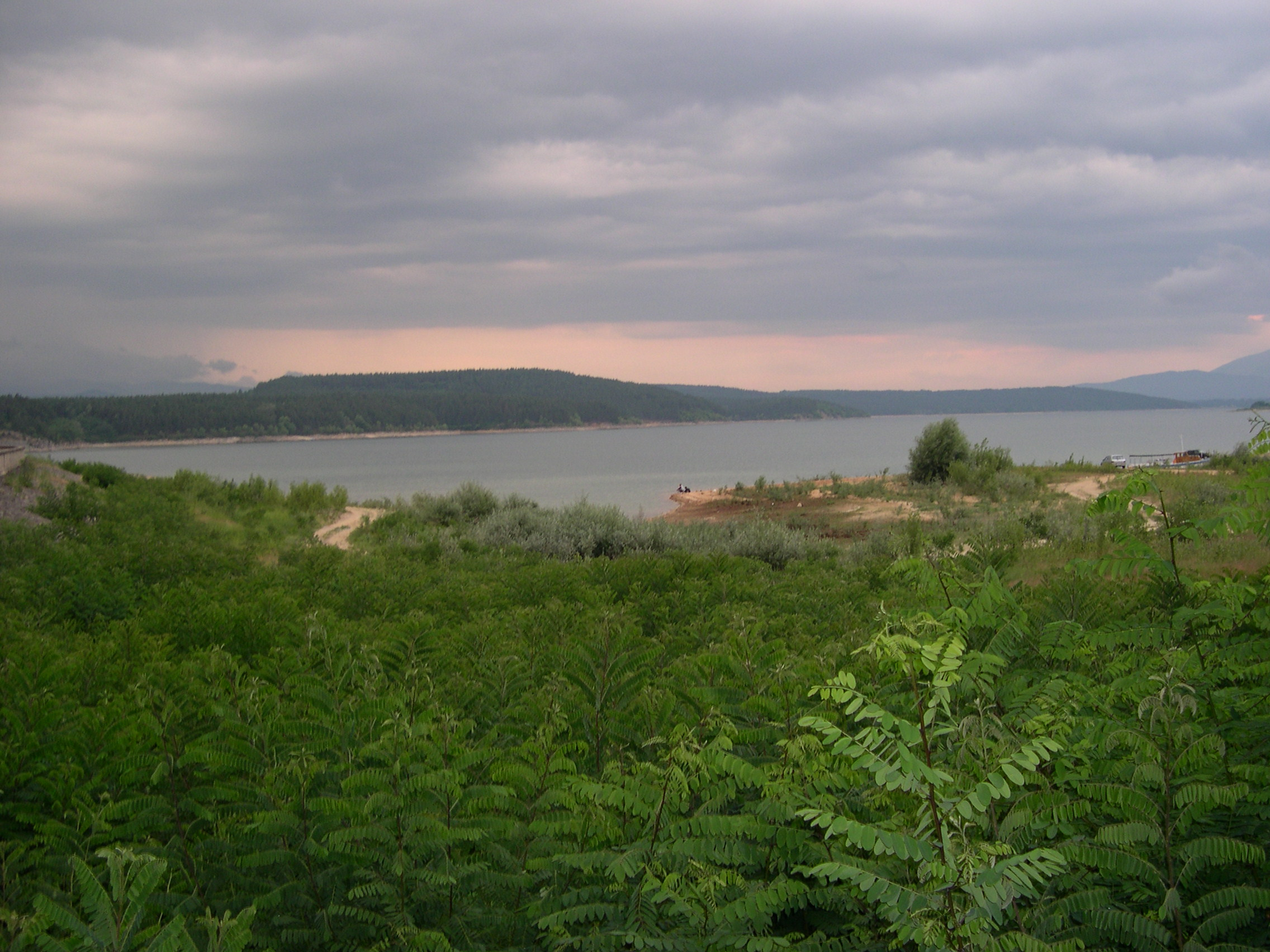
セウトポリスが沈むコプリンカ貯水池

2005年、ブルガリアの建築家ジェコ・ティレフが、貯水池の中に円筒状の壁を建設して湖底のセウトポリスを再建し、世界遺産登録と観光地化を目指す計画を打ち出した。周辺の自治体やファンドなどがこの計画を支援しているが、ティレフはこの計画に少なくとも5000万ユーロが必要であるとしている。